# Denis Falque
Pour les articles homonymes, voir Falque.
Denis Falque, né le 12 juin 1969 à Lyon, est un dessinateur de bande dessinée français.

## Œuvre

### Albums
- 62 auteurs de Boulogne Dessiné, scénario et dessins collectifs, Les Amis de la B.D., 2010  (ISBN 978-2-9537801-0-9)
- Le Fond du monde, scénario d'Éric Corbeyran, Delcourt, collection Terres de Légendes
  1. Mademoiselle H, 1997  (ISBN 2-8405-5125-X)
  2. Monsieur P, 1997  (ISBN 2-8405-5157-8)
  3. Basile F, 1998  (ISBN 2-84055-216-7)
  4. Le grand magasin, 2000  (ISBN 2-8405-5286-8)
  5. Le grand bateau, 2001  (ISBN 2-84055-558-1)
  6. La grande terre, 2002  (ISBN 2-84055-742-8)
- Graindazur, scénario d'Éric Corbeyran, Dargaud
  1. Carnet de brousse, 1994  (ISBN 2-205-04245-9)
  2. La seconde défense, 1994  (ISBN 2-205-04288-2)
  3. La voix mystérieuse, 1995  (ISBN 2-205-04350-1)
  4. Le grimoire clos, 1996  (ISBN 2-205-04454-0)
- Jane, scénario de Philippe Bonifay, Casterman
  1. Jane, 1998  (ISBN 2-203-38905-2)
  2. Halloween, 1999  (ISBN 2-203-38926-5)
  3. Un grain de sable, 2002  (ISBN 2-203-38951-6)
- Messara, scénario de Philippe Bonifay, Dargaud
  1.  Les ailes d'Icare, dessins de Jacques Terpant et Denis Falque, 1996  (ISBN 2-87129-095-4)
- Le Protocole du tueur, scénario de Didier Convard, Glénat, collection Investigations
  1. Le tueur à la ficelle, 2007  (ISBN 978-2-7234-5995-2)
  2. Mortel Souvenir, 2008  (ISBN 978-2-7234-6173-3)
- La Tentation de Satan, scénario d'Anne Ploy, Glénat, collection La Loge noire
  1. Le Diable, 2005  (ISBN 2-7234-4166-0)
- Le Triangle secret
  - Le Triangle secret, scénario de Didier Convard, Glénat, collection Grafica (tome 1) puis La Loge noire
    1. Le testament du fou[1], dessins de Gilles Chaillet, Denis Falque, Pierre Wachs et Gine, 2000  (ISBN 2-7234-3018-9)
    2. Le jeune homme au suaire, dessins d'Éric Stalner, Denis Falque, Pierre Wachs et Gine, 2000  (ISBN 2-7234-3101-0)
    3. De cendre et d'or, dessins de Jean-Charles Kraehn, Denis Falque, Pierre Wachs et Gine, 2001  (ISBN 2-7234-3322-6)
    4. L'Évangile oublié[2], dessins de Patrick Jusseaume, Denis Falque, Pierre Wachs et Gine, 2001  (ISBN 2-7234-3475-3)
    5. L'infâme mensonge, dessins d'André Juillard, Denis Falque, Pierre Wachs et Gine, 2002  (ISBN 2-7234-3498-2)
    6. La Parole perdue, dessins de Denis Falque, Pierre Wachs et Gine, 2002  (ISBN 2-7234-3735-3)
    7. L'imposteur, dessins de Denis Falque, Pierre Wachs et Gine, 2003  (ISBN 2-7234-3829-5)

    - HS1. Dans le secret du triangle, scénario de Luc Révillon, dessins collectifs, 2000  (ISBN 2-7234-3161-4)
    - HS2. Géométrie mortelle, scénario de Luc Révillon, dessins collectifs, 2003  (ISBN 2-7234-4261-6)
    - HS3. Les arcanes du triangle secret, scénario de Joël Gregona, 2011  (ISBN 978-2-85829-682-8)

  - Hertz, scénario de Didier Convard, Glénat, collection La Loge noire
    1. Hertz, dessins de Denis Falque et André Juillard, 2006  (ISBN 2-7234-5199-2)
    2.  Le Frère qui n'existait pas, coscénario d'Éric Adam, dessins de Denis Falque et Gine, 2012  (ISBN 978-2-7234-8352-0)
    3. L'Ombre de l'aigle, coscénario d'Éric Adam, dessins de Denis Falque et Gine, 2014  (ISBN 978-2-7234-9096-2)
    4. La Troisième Mort de l'empereur, coscénario d'Éric Adam, dessins de Denis Falque et Gine, 2015  (ISBN 978-2-3440-0069-4)

  - INRI, scénario de Didier Convard (à l'exception du HS), Glénat, collection La Loge noire
    1. Le Suaire, dessins de Denis Falque et Pierre Wachs, 2004  (ISBN 2-7234-4431-7)
    2. La liste rouge, dessins de Denis Falque et Pierre Wachs, 2005  (ISBN 2-7234-4718-9)
    3. Le Tombeau d'Orient, dessins de Denis Falque et Pierre Wachs, 2006  (ISBN 2-7234-5075-9)
    4. Résurrection, dessins de Denis Falque et Pierre Wachs, 2007  (ISBN 978-2-7234-5463-6)

    - HS. L'Enquête, scénario de Damien Perez, dessins de Denis Falque, 2006  (ISBN 2-7234-5414-2)

  - Les Gardiens du sang, scénario de Didier Convard, Glénat, collection La Loge noire
    1. Le Crâne de Cagliostro, dessins de Denis Falque et Patrick Jusseaume, 2009  (ISBN 978-2-7234-6285-3)
    2. Deir el Médineh, dessins de Denis Falque et André Juillard, 2010  (ISBN 978-2-7234-7077-3)
    3. Le Carnet de Cagliostro, dessins de Denis Falque, 2011  (ISBN 978-2-7234-7480-1)
    4. Ordo Ab Chao, dessins de Denis Falque et André Juillard, 2012  (ISBN 978-2-7234-7924-0)
    5. Acta est fabula, dessins de Denis Falque, 2013  (ISBN 978-2-7234-8162-5)

  - Lacrima Christi, scénario de Didier Convard, Glénat, collection La Loge noire
    1. L'Alchimiste[3], dessins de Denis Falque, 2015  (ISBN 978-2-3440-0916-1)
    2. L'Apocalypse, dessins de Denis Falque, 2016  (ISBN 978-2-3440-1376-2)
    3. Le Sceau de vérité, dessins de Denis Falque, 2017  (ISBN 978-2-3440-2023-4)
    4. Le Messager du passé, dessins de Denis Falque, 2018  (ISBN 978-2-3440-2480-5)
    5. Le Message de l'alchimiste, dessins de Denis Falque, 2019  (ISBN 978-2-3440-2623-6)
    6. Rémission, dessins de Denis Falque, 2020  (ISBN 978-2-3440-3723-2)

  - Rectificando, scénario de Didier Convard, Glénat, collection La Loge noire
    1. Famille de sang, 2021  (ISBN 978-2-344-04460-5)
    2. Mourir et revenir, 2022  (ISBN 978-2-344-05129-0)
    3. L'héritage , 2023  (ISBN 978-2-344-05846-6)
- Une McStory française, scénario de Dottelonde, dessins de Denis Falque, Pascal Somon, Bernard Capo, Deloupy, Curd Ridel, Francis Vallès, Lilyan Le Bars, Lucien Rollin et Virginie Augustin, 2009, Cliomédia  (ISBN 2-909522-28-8)